# Listă de filme britanice din 1982
Aceasta este o listă de filme britanice din 1982:

## Lista
| Titlu                                     | Regizor                       | Distribuție                                              | Gen                | Note                                            |
| ----------------------------------------- | ----------------------------- | -------------------------------------------------------- | ------------------ | ----------------------------------------------- |
| Bad Blood                                 | Mike Newell                   | Jack Thompson, Carol Burns                               | Thriller           | Co-producție cu New Zealand                     |
| The Boys in Blue                          | Val Guest                     | Tommy Cannon, Bobby Ball                                 | Comedy             |                                                 |
| Brimstone and Treacle                     | Richard Loncraine             | Sting, Denholm Elliott                                   | Drama              |                                                 |
| Britannia Hospital                        | Lindsay Anderson              | Malcolm McDowell, Leonard Rossiter                       | Comedie neagră     |                                                 |
| The Dark Crystal                          | Jim Henson, Frank Oz          | Stephen Garlick, Lisa Maxwell                            | Fantasy            |                                                 |
| The Draughtsman's Contract                | Peter Greenaway               | Anthony Higgins, Janet Suzman                            | Drama              |                                                 |
| Enigma                                    | Jeannot Szwarc                | Martin Sheen, Sam Neill                                  | Thriller           |                                                 |
| Crimă sub soare                           | Guy Hamilton                  | Peter Ustinov, James Mason, Maggie Smith                 | Mystery            |                                                 |
| Experience Preferred... But Not Essential | Peter Duffell                 | Elizabeth Edmonds, Sue Wallace                           | Drama              | [ 1 ]                                           |
| Gandhi                                    | Richard Attenborough          | Ben Kingsley, Roshan Seth                                | Biopic             | Won eight Academy Awards including Best Picture |
| Giro City                                 | Karl Francis                  | Glenda Jackson, Jon Finch                                | Drama              |                                                 |
| The Missionary                            | Richard Loncraine             | Michael Palin, Maggie Smith                              | Comedy             |                                                 |
| Monty Python Live at the Hollywood Bowl   | Terry Hughes, Ian MacNaughton | The members of Monty Python, Carol Cleveland, Neil Innes | Comedy             |                                                 |
| Moonlighting                              | Jerzy Skolimowski             | Jeremy Irons                                             | Drama              |                                                 |
| Night Crossing                            | Delbert Mann                  | John Hurt, Jane Alexander                                | Drama              | Co-production with the US                       |
| Nutcracker                                | Anwar Kawadri                 | Joan Collins, Carol White                                | Drama              |                                                 |
| Pink Floyd – The Wall                     | Alan Parker                   | Bob Geldof                                               | Musical            | Film adaptation of Pink Floyd's album           |
| The Plague Dogs                           | Martin Rosen                  | John Hurt, Christopher Benjamin                          | Animated/adventure | Co-production with the US                       |
| Privates on Parade                        | Michael Blakemore             | John Cleese                                              | Comedy             |                                                 |
| The Return of the Soldier                 | Alan Bridges                  | Julie Christie, Alan Bates, Glenda Jackson               | Drama              |                                                 |
| The Scarlet Pimpernel                     | Clive Donner                  | Anthony Andrews, Jane Seymour                            | Drama              |                                                 |
| The Sender                                | Roger Christian               | Kathryn Harrold, Željko Ivanek                           | Horror             |                                                 |
| Trail of the Pink Panther                 | Blake Edwards                 | Peter Sellers, David Niven, Joanna Lumley                | Comedy             |                                                 |
| Tuxedo Warrior                            | Andrew Sinclair               | John Wyman, Carol Royle                                  | Action             | [ 2 ]                                           |
| An Unsuitable Job for a Woman             | Chris Petit                   | Billie Whitelaw, Paul Freeman                            | Crime              |                                                 |
| Who Dares Wins                            | Ian Sharp                     | Lewis Collins, Judy Davis, Richard Widmark               | Action/thriller    |                                                 |
| Xtro                                      | Harry Bromley Davenport       | Philip Sayer, Maryam d'Abo, Simon Nash                   | Horror             |                                                 |